# Wolfgang Schalk
Wolfgang Schalk (Gleisdorf, 8 april 1961) is een Oostenrijkse jazzgitarist, -componist en orkestleider.

## Biografie
Schalk groeide op in een artiestenfamilie in Prebensdorf in de Oostenrijkse gemeente Ilztal. Hij ging daar naar de lagere school en later naar de middelbare school in Pischelsdorf in der Steiermark. In deze periode nam hij voor het eerst vier jaar accordeonlessen op de muziekschool in Gleisdorf en stapte op 15-jarige leeftijd over op klassieke gitaar. Na de middelbare school verhuisde Schalk naar Graz, waar hij de Höhere Technische Bundeslehranstalt bezocht op het gebied van kunst, waar hij voor het eerst in aanraking kwam met jazz. Daar ontmoette hij ook zijn latere leraar en mentor Franz Posch, bij wie hij vervolgens privé-lessen volgde.
Als invloeden in deze tijd noemt Schalk de jazzgrootheden Jaco Pastorius, John McLaughlin, Wes Montgomery en Pat Martino, maar ook Oostenrijkse gitaristen als Harry Pepl, Karl Ratzer en Harri Stojka. In Graz speelde hij in projecten met Arne Marsel en de elektrojazzband X-Press met Uli Rennert en Heinrich von Kalnein. Na zijn verhuizing naar Wenen in 1987 werkte Schalk enkele jaren als studiomuzikant voor verschillende bands, maar dit werk vulde hem niet op. Schalk begon zijn eigen muziek te schrijven en speelde in wisselende formaties met musici als Wolfgang Puschnig, Harry Sokal, Bumi Fian, Paul Urbanek, Florian Bramböck en Peter Herbert. Schalks debuutalbum The Be Hop Hip Bop verscheen in 1993 bij het Oostenrijkse label West East Music.
In 1996 reisde Schalk voor het eerst naar New York voor een opnamesessie met de Amerikaanse saxofonist Michael Brecker. Deze ontmoeting bracht hem ertoe om een jaar later naar de Verenigde Staten te emigreren. Eenmaal daar kreeg Schalk al snel voet aan de grond en maakte hij naam als gitarist en als componist. Hij werkte samen met muzikanten als Dave Kikoski, Rick Margitza, Jamey Haddad, Gene Jackson, Andy McKee, Ian Froman, Geoffrey Keezer, John Beasley, Helen Sung, Dave Carpenter en Marvin Smitty Smith.
In 2005 tekende hij een contract met Universal Music en bracht hij het album Space Messengers uit. Zijn latere opnamen werden uitgebracht bij zijn eigen label Frame Up Music, waarmee hij nu ook heruitgaven van zijn eerste twee albums distribueert, waarvan hij de rechten heeft teruggekregen.
Schalk woont in een loft in Hoboken (New Jersey) en pendelt tussen de Oostkust en zijn tweede huis in Los Angeles. In 2016 ging Schalk op een Europese tournee en speelde vier concerten in Oostenrijk en een concert in Passau.

## Discografie
- 2016: From Here to There (Frame Up Music)
- 2013: The Second Third Man met Michael Brecker [geremixt & geremasterd in 2012] (Frame Up Music)
- 2012: Word of Ear (Frame Up Music)
- 2008: Wanted (Frame Up Music)
- 2005: Space Messengers (Universal Music/Frame Up)
- 2002: Rainbows in the Night (West East/ Frame Up)
- 1993: The Be Hop Hip Bop (West East/Frame Up)